# Basilika St. Franz Xaver (Vincennes)

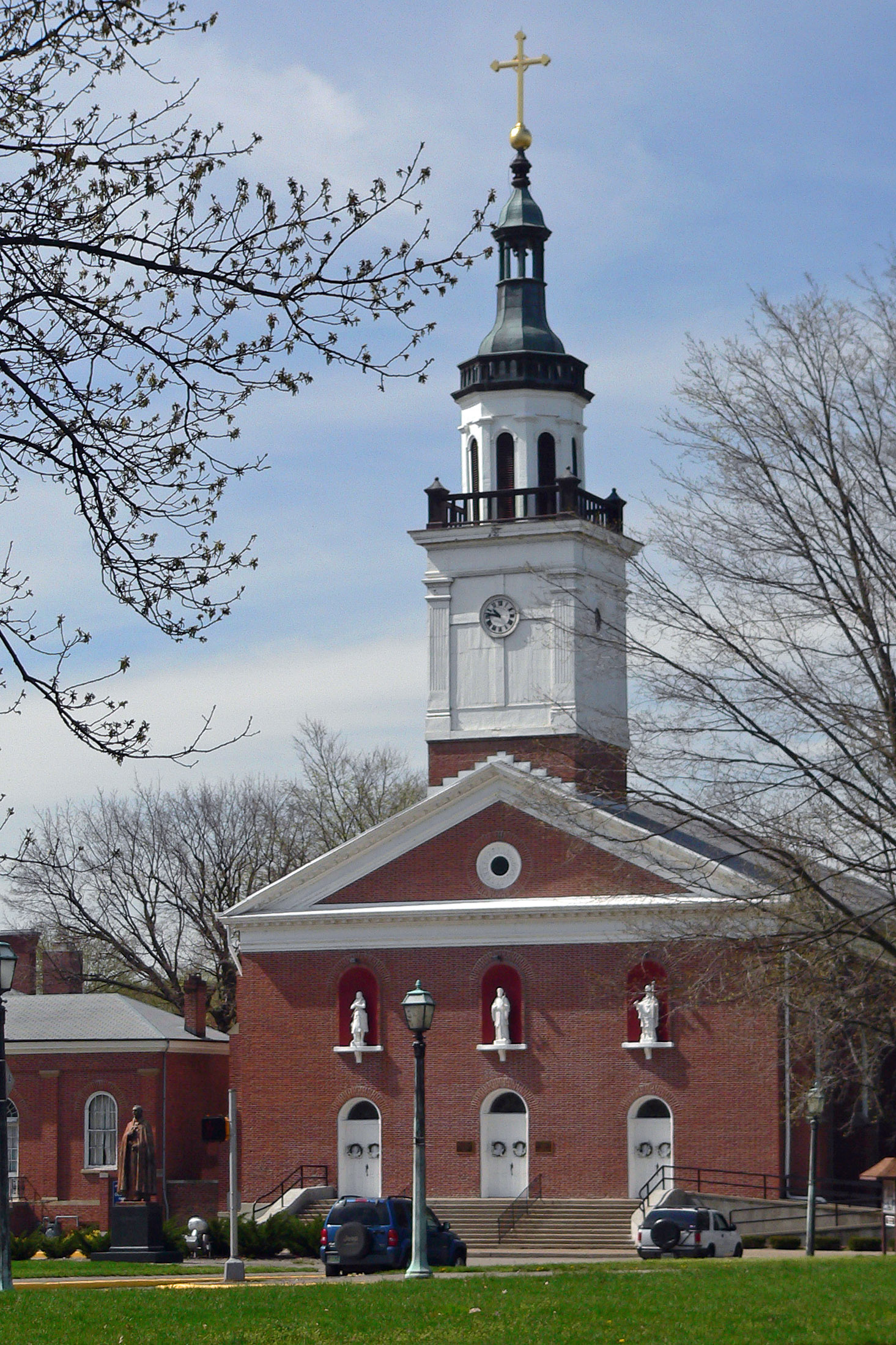
Fassade der Basilika

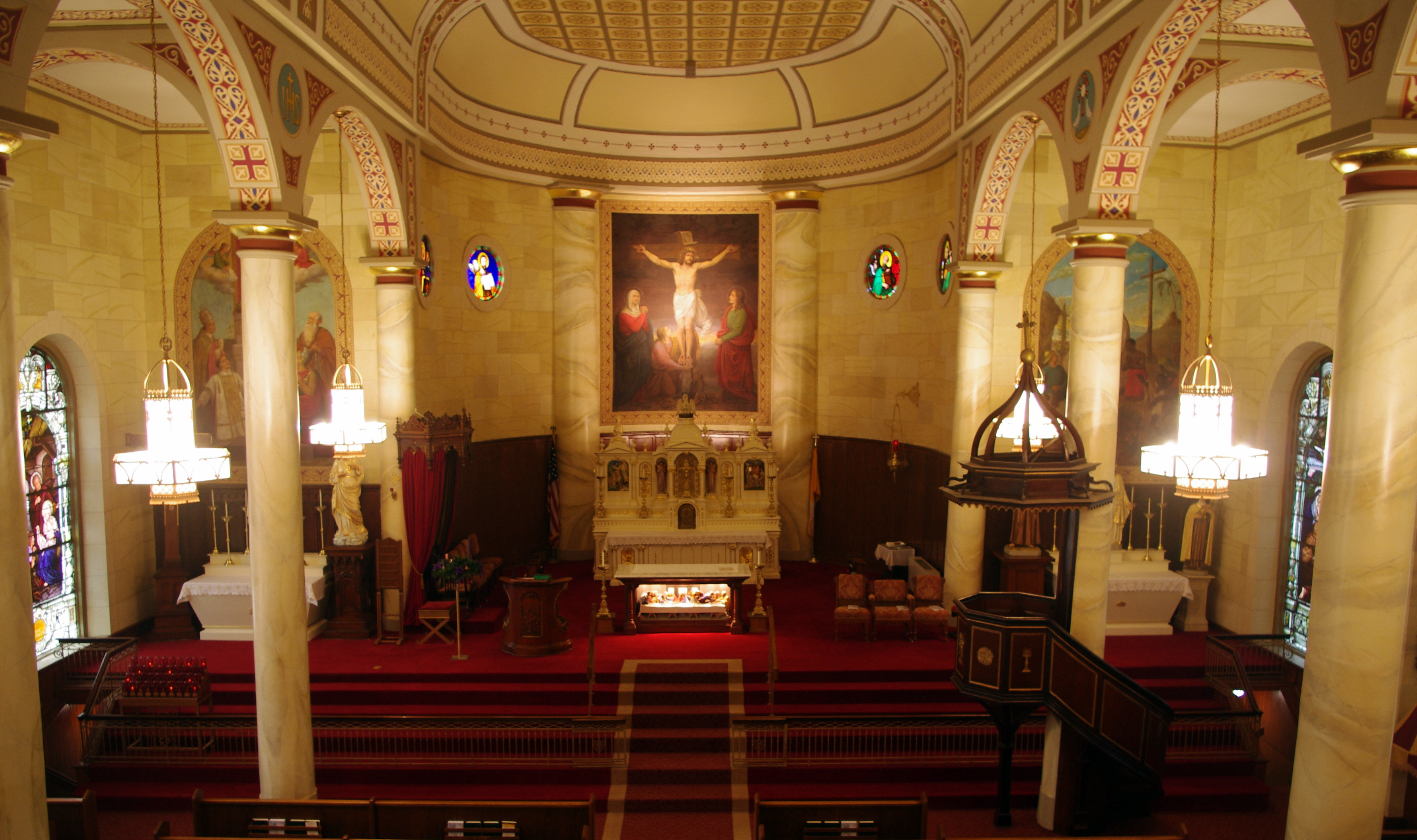
Innenraum

Die Basilika St. Franz Xaver (englisch Basilica St. Francis Xavier) ist eine römisch-katholische Kirche in Vincennes im US-Bundesstaat Indiana. Die Basilica minor mit dem Schutzpatron hl. Franz Xaver war von 1834 bis 1878 Kathedrale des Bistums Vincennes und wird von den Einheimischen The Old Cathedral genannt. Nach Verlegung des Bischofssitz nach Indianapolis in die Hauptstadt von Indiana wurde sie wieder zur Pfarrkirche und gehört heute zum Bistum Evansville.

## Geschichte
Die Pfarrei St. Francis Xavier ist die älteste katholische Gemeinde in Indiana. 1732 errichtete der französische Offizier Sieur de Vincennes eine Festung am Ufer des Wabash River, in der sich französische Bauern und Fallensteller niederließen, die mit den Piankashaw-Indianern Handel trieben. Die Pfarrei geht auf den Besuch eines französischen Jesuitenmissionars, Pater Sebastien Meurin, 1734 zurück, die erste Pfarrkirche wird auf 1748 datiert.
Nach der Niederlage der Franzosen kam der Ort durch die Königliche Proklamation von 1763 unter englische Verwaltung und die Jesuiten wurden vertrieben. 1778 wurde der Ort Teil der neu gegründeten Vereinigten Staaten. Eine neue Kirche wurde 1785 gebaut und erhielt einem ständigen Pfarrer. Pater Benoît-Joseph Flaget – der spätere Bischof von Louisville – trat 1792 die Nachfolge von Pater Girault an und gründete eine Pfarrschule. Pater Jean-François Rivet kam 1795 dazu. Er akzeptierte die Bitte des Gouverneurs von Indiana, eine englischsprachige öffentliche Schule zu eröffnen, während seine Gemeindemitglieder noch alle französischsprachig waren.
Die Kirche stammt aus dem Jahr 1826, der Grundstein wurde von Pater Jean-Léon Champomier gesegnet. Sie wurde bereits als Kathedrale für die neue Diözese Vincennes gebaut, die 1834 geschaffen wurde. Die Kathedrale konnte 1841 geweiht werden. Der Sitz der Diözese wurde 1878 nach Indianapolis verlegt, er ist heute in der Kathedrale St. Peter und Paul. Die Kirche St. Franz Xaver wurde 1970 von Paul VI. in den Rang einer Basilica minor erhoben. Zusammen mit der benachbarten ersten Bibliothek Indianas und dem Presbyterium  wird die Kirche seit 1976 als nationale historische Stätte geführt.

## Architektur
Das Gebäude ist Teil eines klassizistischen Architekturkomplexes. Die Kirche wurde nach Vorbild der damaligen Kathedrale von Bardstown entworfen. Sie wurde mit Ziegelstein auf eine Länge von 35 Metern und eine Breite von 18 Metern gebaut. Die Seiten haben je fünf Fenster, über den drei Portalen der Eingangsseite befindet sich je ein weiteres Fenster. Drei Statuen aus dem Jahr 1910 begrüßen die Gläubigen am Eingang der Basilika: die von Jeanne d’Arc, St. Patrick und St. Franz Xaver. Unter dem Altarbereich wurde eine Krypta geschaffen, in der die vier Bischöfe von Vincennes beigesetzt sind: Simon Bruté (1834–1839), Célestin de La Hailandière (1839–1847), Jean-Étienne Bazin (1847–1848) und Maurice de Saint-Palais (1848–1877).
In der Basilika befindet sich über dem Altar ein Fresko mit der Kreuzigung aus dem Jahr 1870 von Wilhelm Lamprecht, der von der Münchner Kunstakademie kam. Er schuf auch das Fresko auf der rechten Seite mit dem hl. Franz Xaver und der Madonna mit dem Kind. Die Buntglasfenster aus dem Jahr 1908 stammen von der Von Gerichten Art Glass Company in Columbus, Ohio.